# Hydnocarpus polypetala
Hydnocarpus polypetala är en tvåhjärtbladig växtart som först beskrevs av Van Slooten, och fick sitt nu gällande namn av Herman Otto Sleumer. Hydnocarpus polypetala ingår i släktet Hydnocarpus och familjen Achariaceae. Inga underarter finns listade i Catalogue of Life.